# 映像記憶
映像記憶（えいぞうきおく、英: eidetic memory）は、生物が眼に映った対象を映像で記憶したもの、またはその能力のこと。写真記憶、直観像記憶、英語では photographic memory（フォトグラフィックメモリー）や total recall（トータルリコール）ともいう。

## 特徴
ヒトでは幼少期にこの能力は普通に見られ、通常は思春期以前に消失する。だがこの「消失」とは、その能力自体の消失か、それとも、なくなった様に思えても潜在的には存在しているのか、正確にはわかってない。京都大学霊長類研究所の研究では、チンパンジーの幼獣にも映像記憶の能力があることがわかり、その事からチンパンジーの子供の記憶力は、ヒトの成人を上回ると考えられている。この点から、知能の発達した類人猿では野生の世界で生存するための手段として、この能力が発達した可能性があり、その意味では原始的な記憶能力と考えられる。ヒトは言語によって自然界の事象を抽象的に把握する能力が向上したために、映像記憶の能力が衰えたとも考えられる。写実的な絵を描くサヴァン症候群の子供が訓練し言語能力を獲得していくにつれ、子供らしい絵を描くように変化していった事例もある。類人猿以外の動物にも同様の能力があるかどうかはわかっていない。
ヒトには成人後も、映像記憶能力を保ち続ける者がわずかではあるが存在する。映像記憶能力の保持者は、電車の中から一瞬見えた風景を後から緻密にスケッチしたり、本を紙面ごと記憶したりできる。速読術、記憶術などと関連付けて後天的な技術としての獲得を目指す人もいる。イメージ訓練や瞑想などがその訓練方法である。しかし完全な後天的習得は非常に困難である。
囲碁や将棋のプロ棋士は対局時に見た石や駒の動き（棋譜）を長期間記憶できることが分かっており、脳内に思い浮かべた碁盤や将棋盤の上で石や駒を動かして検討できるなど記憶した映像の操作も可能であるが、これらは長期間の鍛錬、定石や戦法などゲームの知識、対局時の集中力によるものとされる。

## 映像記憶能力を持つ、あるいは可能性の高い著名人
- 谷崎潤一郎 - 作家。名を知らぬ祇園の料亭に行った翌日、ある人から電話で昨日は祇園のどこだったかと訊かれ「ちょっとお待ちください」と考え、一瞬仰ぎ見た料亭の軒灯に書かれた文字を思い出し、正確に返答した事がある[4]。
- 三島由紀夫 - 作家。小説『暁の寺』の中で描写されているバンコクの「薔薇宮」（共産主義者鎮圧作戦本部でもあった）のあまりの正確さに驚いた特派員記者の徳岡孝夫は、ここが絵葉書も写真もなく、記者以外の日本人など外国人立ち入り禁止の場所であることから不思議に思い、当時旅行に同伴していた三島夫人に聞いたところ、夫人が危険を冒して生垣を両手でかき分けている間のほんのわずかな時間に、三島は中を盗み見ていたのだという[5]。徳岡は、「三島さんによほどの集中力か写真機的記憶力でもないかぎり、ブーゲンビリアの間から覗いたくらいでは書き得ないほど精緻なものである」と驚いている[5]。他にも『金閣寺』の取材ノートのスケッチなどの克明さを指摘されているが[6]、三島はカメラを持たない主義で、どこへ行くにも「自分の目」だけで一瞬の風景を逃さずに見ることにこだわっていた[7]。『仮面の告白』で語られている出生時の記憶の産湯の光景など、三島の作品には視覚表象が優位なことも指摘されている[8]。
- スティーブン・ウィルシャー - 建築画家。
- 山下清 - 画家。
- ヨハン・ウォルフガング・フォン・ゲーテ - ドイツの詩人・作家[9]。
- アルトゥール・ルービンシュタイン -  ピアニスト。映像記憶で楽譜を暗譜していた。指揮者の岩城宏之が本人に聞いた話だが、岩城も偶然同じやり方をしていたといい「音楽家はみんなこのやり方でやっているのかもしれない」と述べている。なお岩城は「目の中へのフォトコピー」と表現している（岩城宏之「楽譜の風景」岩波新書、P138～139、1983年初版）。
- 花村萬月 - 作家。
- 七田眞 - 右脳開発と七田式教育の提唱者。
- ジョン・フォン・ノイマン - 数学者、科学者。
- キム・ピーク - サヴァン症候群の人物。
- 飯塚悟志 - 芸人。
- せいや - 芸人。
- 茂木敏充 - 衆議院議員[10]。